# Damernas scullerfyra i rodd vid olympiska sommarspelen 1976
Damernas scullerfyra i rodd vid olympiska sommarspelen 1976 avgjordes mellan den 19 och 24 juli 1976. Grenen hade totalt 45 deltagare från 9 länder.

## Medaljörer
| Gren        | Guld                                                                         | Silver                                                                                                | Brons                                                                               |
| scullerfyra | Östtyskland Roswietha Zobelt Jutta Lau Viola Poley Anke Borchmann Liane Buhr | Sovjetunionen Anna Kondrashina Mira Bryunina Larisa Alexandrova Galina Ermolaeva Nadezhda Chernysheva | Rumänien Ioana Tudoran Maria Micşa Felicia Afrăsiloaie Elisabeta Lazăr Elena Giurcă |

## Resultat

### Final
| Placering | Roddare                                                                                                  | Land            | Tid     |
| --------- | --- | --------------- | ------- |
| 1         | Roswietha Zobelt, Jutta Lau, Viola Poley, Anke Borchmann och Liane Buhr                                  | Östtyskland     | 3:29,99 |
| 2         | Anna Kondrasjina, Mira Bryunina, Larisa Alexandrova, Galina Ermolaeva och Nadezjda Tjernysjeva           | Sovjetunionen   | 3:32,49 |
| 3         | Ioana Tudoran, Maria Micşa, Felicia Afrăsiloaie, Elisabeta Lazăr och Elena Giurcă                        | Rumänien        | 3:32,76 |
| 4         | Iskra Velinova, Verka Aleksieva, Trojanka Vasileva, Svetlana Gintjeva och Stanka Georgieva               | Bulgarien       | 3:34,13 |
| 5         | Anna Marešová, Marie Bartáková, Jarmila Pátková, Hana Kavková och Alena Svobodová                        | Tjeckoslovakien | 3:42,53 |
| 6         | Kirsten Thomsen, Else Mærsk-Kristensen, Judith Andersen, Karen Margrethe Nielsen och Kirsten Plum Jensen | Danmark         | 3:46,99 |